# إسماعيل بن عمار الأسدي
إسماعيل بن عمار الأسدي (؟ - ~165هـ/~781م) شاعر عربي مُخضرَم شهد العصر الأموي والعصر العباسي الأوَّل، تُنسَب إليه أشعار قليلة في الهجاء.

## سيرته
إسماعيل بن عمار من أهل الكوفة، واسمه الكامل: إسماعيل بن عمار بن عُيَينَة بن الطفيل، ويعود نسبه إلى بني كعب بن مالك بن ثعلبة بن دُودَان بن أسد بن خزيمة. لا يُعرَف تاريخ ميلاده، ولم ترد عنه أخبار كثيرة، والروايات الورادة عنه لا تُغطِّي تفاصيل حياته، ومن المؤكَّد أنَّه عاصر الدولتين الأمويَّة والعباسيَّة. كان إسماعيل مُولعاً بشُرب الخمر وسماع الغناء، ويتردَّد كثيراً على منزل ابن رامين، الذي يعمل في سقاية الخمر، وكان إٍسماعيل مُغرماً بجواريه، خاصةً ربيحة التي أحبَّها من بينهنَّ، وكان يتغزَّل بها في شعره، وظلَّ على هذه الحالة حتى تخلَّى ابن رامين عن جواريه، وعندها ازداد شوق إسماعيل لمحبوبته. ولم يكن إسماعيل بن عمار مُتديِّناً، وله قصائد يسخر فيها من الصلاة ويُفصِح فيها عن إلحاده. واشتهر من شعره أبيات وردت في كتاب «الأغاني» يهجو فيها إسماعيل جاره الورع التقي، الذي بنى مسجداً مقابل بيته في الكوفة، وكان يُكثِر من نصحه ودعوته لترك الخمر والغناء. تورَّط إسماعيل بن عمار في السياسة، وسجنه يوسف بن عمر والي العراق لاشتباهه أنَّه من الخوارج، واتُّهِمَ أنَّه من الشراة ومن دعاة أبي حمزة المختار بن عوف الأزدي. وظلَّ في السجن حتى أفرج عنه الحَكَم بن الصلت، بعد تولي الحَكَم ولاية العراق عاماً منذ دخوله السجن. تاريخ وفاة إسماعيل بن عمار الأسدي مُختلف عليه، فتذكر بعض الروايات أنَّه تُوفِّي في 157هـ، بينما تذكر روايات أخرى أنَّه تُوفِّي في 165هـ، وتذكر غيرها أنَّ وفاته كانت في 176هـ.

## شعره
أكثر شعره في الهجاء، واشتهر بالهجاء اللاذع، غير أنَّ له أيضاً أشعاره في مديح الحكم بن الصلت، الذي أفرج عنه بعد اتهامه بموالاة الخوارج، وله أيضاً أشعار في الغزل. في العصر الحديث اعتنى بشعره حميد آدم ثويني، ونُشِر بتحقيقه في مجلَّة «جامعة صلاح الدين للعلوم الإنسانيَّة»، في عددها الصادر عام 1990.